# کریستوفر ووه
کریستوفر ووه (انگلیسی: Christopher Wooh؛ زادهٔ ۱۸ سپتامبر ۲۰۰۱) بازیکن فوتبال اهل فرانسه است.
وی همچنین در تیم ملی فوتبال کامرون بازی کرده‌است.